# 애슐리 올슨
애슐리 올슨(Ashley Olsen, 1986년 6월 13일 ~ )은 미국의 패션 디자이너, 전직 배우이다. 형제자매로는 쌍둥이 여동생 메리케이트 올슨과 3살 터울 여동생 엘리자베스 올슨이 있다.

## 출연 작품
- 스캐터 마이 애쉬즈 앳 버그도프스 (2013)
- 뉴욕 미니트 (2004)
- 더 첼린지 (2003)
- 미녀 삼총사 2 - 맥시멈 스피드 (2003)
- 웬 인 로마 (2002)
- 게팅 데어 (2002)
- 메리-케이트 앤 애슐리 인 액션! (2001)
- 소 리틀 타임 (2001)
- 홀리데이 인 더 선 (2001)
- 위닝 런던 (2001)
- 아워 립스 아 실드 (2000)
- 스위칭 골스 (1999)
- 패스포트 투 파리 (1999)
- 투 오브 어 카인드 (1998)
- 빌보드 대드 (1998)
- 애들이 똑같아요 (1995)
- 하우 더 웨스트 워즈 펀 (1994)
- 더블, 더블, 토일 앤 트러블 (1993)
- 할머니네로 우리는 간다 (1992)
- 풀 하우스 (1987)